# Army Girl
Army Girl (bra: A Pequena do Exército) é um filme norte-americano de 1938, do gênero drama, dirigido por George Nicholls, Jr. e estrelado por Madge Evans e Preston Foster.

## Produção
Paralelamente a um enredo típico de comédia romântica, o filme aborda os desafios enfrentados pelo Exército norte-americano, quando ficou decidido substituir os cavalos por tanques.
Produção classe A, para os padrões da Republic Pictures, Army Girl recebeu três indicações ao Oscar, a maior quantidade dada a um filme do estúdio até então.

## Sinopse
Julie, filha do Coronel Armstrong, apaixona-se  pelo Capitão Dike Conger, um especialista em tanques de guerra, que precisa provar a superioridade destes sobre os cavalos.

## Principais premiações
| Prêmio | Categoria                                                    | Situação                                                                            |
| ------ | ------------------------------------------------------------ | ----------------------------------------------------------------------------------- |
| Oscar  | Melhor Fotografia Melhor Mixagem de Som Melhor Trilha Sonora | Indicado[carece de fontes?] Indicado[carece de fontes?] Indicado[carece de fontes?] |

## Elenco
| Ator/Atriz               | Personagem                     |
| ------------------------ | ------------------------------ |
| Madge Evans              | Julie Armstrong                |
| Preston Foster           | Capitão Dike Conger            |
| James Gleason            | Sargento 'Three Star' Hennessy |
| H. B. Warner             | Coronel Armstrong              |
| Ruth Donnelly            | Leila Kennett                  |
| Neil Hamilton            | Capitão Joe Schuyler           |
| Heather Angel            | Senhora Gwen Bradley           |
| Billy Gilbert            | Cantina Pete                   |
| Ralph Morgan             | Major Hal Kennett              |
| Barbara Pepper           | Riki Thomas                    |
| Guinn 'Big Boy' Williams | Sargento Billy Ross            |